# A-League 2009-2010
La stagione di A League 2009-2010 ebbe inizio il 6 agosto 2009 e vede il numero di squadre partecipanti aumentate. Infatti, due squadre del Queensland si uniranno alle otto già presenti: il Gold Coast United FC e il N. Queensland Fury.

## Partecipanti campionato 2009-10
| Squadra            | Regione              | Presidente        | Allenatore        | Stadio                           | Capacità |
| ------------------ | -------------------- | ----------------- | ----------------- | -------------------------------- | -------- |
| Adelaide Utd       | SA                   | Mel Patzwald      | Aurelio Vidmar    | Hindmarsh Stadium                | 17.000   |
| Brisbane Roar      | Queensland           | John Ribot        | Ange Postecoglou  | Suncorp Stadium                  | 52.500   |
| C.C. Mariners      | NSW                  | Ian Kiernan       | Lawrie McKinna    | Bluetongue Central Coast Stadium | 21.119   |
| Gold Coast Utd     | Queensland           | Clive Palmer      | Miron Bleiberg    | Skilled Park                     | 27.400   |
| Melbourne Victory  | VIC                  | Geoff Lord        | Ernie Merrick     | Docklands Stadium                | 56.347   |
| Newcastle Jets     | NSW                  | Con Constantine   | Branko Čulina     | EnergyAustralia Stadium          | 26.164   |
| N. Queensland Fury | Queensland           | Don Matheson      | Ian Ferguson      | Dairy Farmers Stadium            | 27.000   |
| Perth Glory        | WA                   | Tony Sage         | Dave Mitchell     | Members Equity Stadium           | 18.156   |
| Sydney FC          | Nuovo Galles del Sud | David Traktovenko | Vítězslav Lavička | Aussie Stadium                   | 45.500   |
| Wellington Phoenix | Wellington           | Terry Serepisos   | Ricki Herbert     | Westpac Stadium                  | 34.500   |

## Classifiche

### Classifica finale
|     |                    | Pt | G  | V  | N  | P  | GF | GS | DR  |
| --- | ------------------ | -- | -- | -- | -- | -- | -- | -- | --- |
| 1.  | Sydney FC          | 48 | 27 | 15 | 3  | 9  | 35 | 23 | +12 |
| 2.  | Melbourne Victory  | 47 | 27 | 14 | 5  | 8  | 47 | 32 | +15 |
| 3.  | Gold Coast Utd     | 44 | 27 | 13 | 5  | 9  | 39 | 35 | +4  |
| 4.  | Wellington Phoenix | 40 | 27 | 10 | 10 | 7  | 37 | 29 | +8  |
| 5.  | Perth Glory        | 39 | 27 | 11 | 6  | 10 | 40 | 34 | +6  |
| 6.  | Newcastle Jets     | 34 | 27 | 10 | 4  | 13 | 33 | 45 | -12 |
| 7.  | N. Queensland Fury | 32 | 27 | 8  | 8  | 11 | 29 | 46 | -17 |
| 8.  | C.C. Mariners      | 30 | 27 | 7  | 9  | 11 | 32 | 29 | +3  |
| 9.  | Brisbane Roar      | 30 | 27 | 8  | 6  | 13 | 32 | 42 | -10 |
| 10. | Adelaide Utd       | 29 | 27 | 7  | 8  | 12 | 24 | 33 | -9  |

### Classifica Marcatori
| Nazione                  | Calciatore       | Squadra                           | Gol |
| ------------------------ | ---------------- | --------------------------------- | --- |
| Nuova Zelanda (bandiera) | Shane Smeltz     | Gold Coast Utd                    | 19  |
| Paesi Bassi (bandiera)   | Sergio Van Dijk  | Brisbane Roar                     | 13  |
| Costa Rica (bandiera)    | Carlos Hernández | Melbourne Victory                 | 12  |
| Barbados (bandiera)      | Paul Ifill       | Wellington Phoenix                | 12  |
| Inghilterra (bandiera)   | Robbie Fowler    | N. Queensland Fury                | 9   |
| Australia (bandiera)     | Archie Thompson  | Melbourne Victory                 | 9   |
| Australia (bandiera)     | John Aloisi      | Sydney FC                         | 9   |
| Australia (bandiera)     | Daniel McBreen   | N. Queensland Fury / Perth Glory  | 8   |
| Australia (bandiera)     | Steve Corica     | Sydney FC                         | 7   |
| Australia (bandiera)     | Matt Thompson    | Newcastle Jets                    | 7   |
| Australia (bandiera)     | Matt Simon       | C.C. Mariners                     | 7   |
| Nuova Zelanda (bandiera) | Tim Brown        | Wellington Phoenix                | 7   |
| Australia (bandiera)     | Mark Bridge      | Sydney FC                         | 6   |
| Australia (bandiera)     | Alex Brosque     | Sydney FC                         | 6   |
| Australia (bandiera)     | Nik Mrdja        | C.C. Mariners / Melbourne Victory | 6   |
| Inghilterra (bandiera)   | Michael Bridges  | Newcastle Jets                    | 6   |

## Fase finale

### Qualificazione alle finali
| 20 febbraio 2010, ore 10:00 UTC+1 | Gold Coast Utd | 0(5) – 0(6) | Newcastle Jets |  |

| 21 febbraio 2010, ore 05:00 UTC+1                                 | Wellington Phoenix | 1(4) – 1(2)    | Perth Glory |  |
| \| \| \| \| \| C.Greenacre '36’ \| Marcatori \| '67’ S.Neville \| |                    |                |             |  |
|                                                                   |                    |                |             |  |
| C.Greenacre '36’                                                  | Marcatori          | '67’ S.Neville |             |  |

### Semifinali
| 18 febbraio 2010, ore 09:30 UTC+1 andata                                       | Melbourne Victory | 2 – 1         | Sydney FC |  |
| \| \| \| \| \| N.Mrdja '16’ C. Hernández '40’ \| Marcatori \| '43’ K.Muscat \| |                   |               |           |  |
|                                                                                |                   |               |           |  |
| N.Mrdja '16’ C. Hernández '40’                                                 | Marcatori         | '43’ K.Muscat |           |  |

| 7 marzo 2010, ore 07:00 UTC+1 ritorno                                                      | Sydney FC | 2 – 2                         | Melbourne Victory |  |
| \| \| \| \| \| K.Kisel '36’ M.Bridge '54’ \| Marcatori \| '19’ R.Kruse '114’ A.Thompson \| |           |                               |                   |  |
|                                                                                            |           |                               |                   |  |
| K.Kisel '36’ M.Bridge '54’                                                                 | Marcatori | '19’ R.Kruse '114’ A.Thompson |                   |  |

| 7 marzo 2010, ore 04:00 UTC+1                                                             | Wellington Phoenix | 3 – 1           | Newcastle Jets |  |
| \| \| \| \| \| T.Brown '33’ P.Ifill '105’ E.Dadi '115’ \| Marcatori \| '20’ M.Thompson \| |                    |                 |                |  |
|                                                                                           |                    |                 |                |  |
| T.Brown '33’ P.Ifill '105’ E.Dadi '115’                                                   | Marcatori          | '20’ M.Thompson |                |  |

### Finale preliminare
| 13 marzo 2010, ore UTC+1                                                                         | Sydney FC | 4 – 2                | Wellington Phoenix |  |
| \| \| \| \| \| Payne 21’ Payne 30’ Brosque 62’ Payne 70’ \| Marcatori \| 26’ Durante 80’ Dadi \| |           |                      |                    |  |
|                                                                                                  |           |                      |                    |  |
| Payne 21’ Payne 30’ Brosque 62’ Payne 70’                                                        | Marcatori | 26’ Durante 80’ Dadi |                    |  |

### Finalissima
| 20 marzo 2010, ore 9:00 UTC+1                           | Melbourne Victory | 1 (2) – 1 (4) | Sydney FC |  |
| \| \| \| \| \| Leijer 81’ \| Marcatori \| 63’ Bridge \| |                   |               |           |  |
|                                                         |                   |               |           |  |
| Leijer 81’                                              | Marcatori         | 63’ Bridge    |           |  |